# 1831
1831 (MDCCCXXXI) a fost un an obișnuit al calendarului gregorian, care a început într-o zi de sâmbătă.

## Evenimente
- 9 martie: Legiunea străină (Légion étrangère). Corp militar francez alcătuit inițial mai ales din străini, pentru a controla coloniile franceze din Africa. Cartierul general se află la Aubagne.
- 21 iulie: Leopold I devine primul rege al Belgiei (1831-1865).

### Nedatate
- București: La recensământ se numără 10.000 case și 60.587 locuitori.
- București: Se înființează Baroul București.
- Epidemie de holeră la Timișoara.
- Fizicianul englez Michael Faraday elaborează teoria sa despre inducția electromagnetică.

## Arte, știință, literatură și filozofie
- Aleksandr Pușkin scrie Boris Godunov
- Honoré de Balzac: La Peau de chagrin, Étude de femme, Le Chef-d'œuvre inconnu, Les Proscrits
- John Stuart Mill scrie The Spirit of the Age
- Victor Hugo scrie Notre-Dame de Paris

## Nașteri
- 20 martie: Theodor Aman, pictor și grafician român, membru al Academiei Române (d. 1891)
- 13 iunie: James Clerk Maxwell, fizician scoțian (d. 1879)
- 22 iulie: Împăratul Kōmei, al 121-lea împărat al Japoniei (d. 1867)
- 22 septembrie: Grigore Cobălcescu, geolog și paleontolog român (d. 1892)
- 6 octombrie: Richard Dedekind, matematician german (d. 1916)
- 19 noiembrie: James Abram Garfield, al 20-lea președinte al SUA (1881), (d. 1881)

## Decese
- 27 aprilie: Carol Felix al Sardiniei, 66 ani, rege al Sardiniei (n. 1765)
- 4 iulie: James Monroe, 73 ani, al 5-lea președinte al Statelor Unite ale Americii (1817-1825) (n. 1758)
- 18 septembrie: Vasile Cârlova, 22 ani, poet și ofițer român (n. 1809)
- 11 noiembrie: Ignác Gyulay, 68 ani, feldmareșal austriac (n. 1763)
- 14 noiembrie: Georg Wilhelm Friedrich Hegel, 61 ani, filosof german (n. 1770)